# مجرة الدوامة

مجرة الدوامة أو مسييه 51

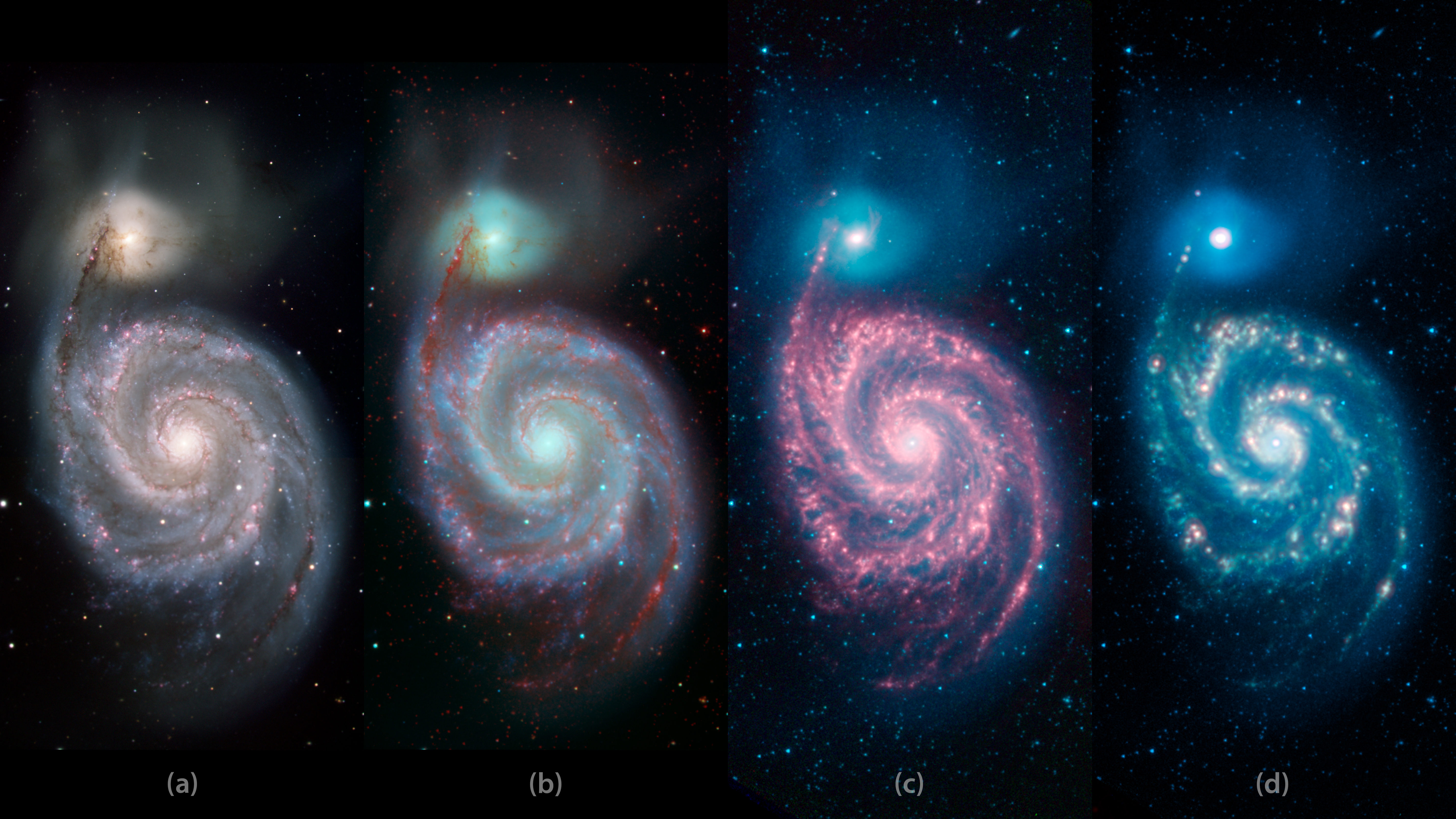
مجرة الدوامة

مجرة الدوامة Whirlpool Galaxy أو NGC 5194/5195 أو مسييه 51 ، مجرة حلزونية ومجرة غير منتظمة صغيرة تتكون من مجرتين : مسييه 51 A ومسييه 51 B. اكتشفها شارلز مسييه سنة 1773. وهي تبعد عن الأرض 31 مليون سنة ضوئية. في سنة 1994 شوهد مستعر أعظم في المجرة. ترى مجرة الدوامة في كوكبة السلوقيان.
شدة اللمعان (القدر الظاهري) للمجرة M51 يبلغ 8.4 ولها امتداد زاوي 11.2 ′ × 6.9 دقيقة قوسية. تبلغ المسافة من مجرتنا درب التبانة حوالي 25 مليون سنة ضوئية ، ولكن توجد أيضًا نتائج مختلفة بين 15 و 37 مليون سنة ضوئية.
المجرة M51 لها رفيق تفاعلي وثيق. وهو يحمل الرقم NGC 5195 (M 51 نفسه له الرقم NGC 5194). المجرة المرافقة من النوع غير المنتظم ، ولها امتداد زاوي 5.9 × 4.6 دقيقة قوسية و قدرها الظاهري 9.6. [7] ومع ذلك ، فإن قلب الرفيق له نفس سطوع السطح تقريبًا مثل M51 ، بحيث يصعب تمييز الاثنين في التلسكوبات الصغيرة.
قسّم العالم الفلكي "هالتون آرب " كتالوج المجرات غير العادية إلى مجموعات بناءً على معايير مورفولوجية (شكلية) بحتة. تنتمي هذه المجرة إلى فئة المجرات الحلزونية ذات سطوع كبير لسطح رفيق على ذراع واحدة (كتالوج Arp).
يتم حاليًا تشكيل نجم نشط بشكل استثنائي في M51 ، ويعتقد أنه ناتج عن تفاعل المد والجزر مع NGC 5195. لهذا السبب ، تحتوي المجرة على نسبة عالية من النجوم الشابة وذات الكتلة الضخمة ، والتي ، مع ذلك ، ستكون قصيرة العمر نسبيًا فقط ببضعة ملايين من السنين. شوهدت ثلاثة مستعرات عظمى في M51 خلال 17 عامًا: SN 1994I في أبريل 1994 ، و SN 2005cs في يونيو 2005 ، و SN 2011dh في مايو/ يونيو 2011. شكل مستعر أعظم نهاية مثل هذه النجوم الضخمة مثل النوع الأول والانفجارات من النوع الثاني.
تعتبر M51 أيضًا مثيرة للاهتمام لأنها واحدة من أقرب المجرات ذات النواة المجرية النشطة ، وهي من نوع مجرة زايفرت من النوع الثاني ، ويختفي ثقب أسود هائل في مركزها.

## صوّرت المجرة في نطاقات طيفية مختلفة
تمت دراسة المجرة بالتفصيل باستخدام طرق مختلفة بسبب سطوعها وتعدد الظواهر المثيرة للاهتمام. في نطاق الأشعة السينية ، يمكن للمرء أن يرى بوضوح المجرة المرافقة ، في حين أن جوهر M 51 نفسه فقط هو بنفس السطوع. آليات مختلفة مسؤولة عن هذا. جوهر M 51 لامع لأنه باعتباره نواة مجرة نشطة يتعرض لتصادمات عديدة بين الغازات ، مثل الرياح النجمية ، وبقايا المستعر الأعظم المتوسعة ، وتراكم المادة في الثقب الأسود المركزي.
من ناحية أخرى ، من المحتمل أن يكون انبعاث الأشعة السينية للرفيق ينشأ من إكليل النجوم العديدة من النوع الطيفي الشمسي والأنواع الطيفية اللاحقة. في المقابل ، فإن النطاق الطيفي فوق البنفسجي تهيمن عليه الأذرع الحلزونية M 51. هذا يرجع إلى حقيقة أن هناك مناطق نشأة نشطة للنجوم ، وبالتالي توجد العديد من النجوم الشابة من الأنواع السابقة ، أي النجوم الساخنة على وجه الخصوص ، والتي تشع بقوة في الأشعة فوق البنفسجية. يمكن رؤية منطقة تشكل النجوم في الذراع الحلزونية بين M51 والرفيق بشكل واضح. على النقيض من ذلك فإن نجوم المجرة المرافقة جيدة مثل غير المرئية في هذا النطاق الطيفي.
في الضوء المرئي تكون مساهمات النجوم المختلفة متوازنة ، ولكن هنا أيضًا يمكن للمرء أن يرى من اللون المحمر إلى حد ما للرفيق أنه لا يكاد يوجد أي أنواع طيفية مبكرة. السدم الغازية ، عادةً مناطق هيدروجين H-II، التي يهيمن عليها الضوء الوردي من Hα (إتش ألفا) عبر خطوط طيف الهيدروجين Hδ (إتش دلتا)، تم تحسينها كثيرًا ، على النقيض من ذلك لن تكون واضحة للعين. تتوافق هذه السدم بشكل جيد مع مناطق الأشعة فوق البنفسجية الأكثر إشراقًا ، وذلك لأن خطوط الهيدروجين من سلسلة Balmer تتوهج لأن السدم محفزة للتوهج بواسطة الضوء فوق البنفسجي الصادر من النجوم الفتية. من ناحية أخرى ، في نطاق الأشعة تحت الحمراء القريبة ، يمكن رؤية توزيع النجوم من الأنواع الطيفية اللاحقة ، والتي لا تزيد درجة حرارة أسطحها لا تزيد عن 1000 كلفن . على الرغم من أنها ليست ساطعة بشكل فردي مثل النجوم من الأنواع السابقة ، إلا أنها أكثر عددًا بكثير. أخيرًا ، في منتصف الأشعة تحت الحمراء ، يمكن رؤية توزيع الغبار بين النجوم في القرص المجري عند درجات حرارة مختلفة تصل إلى بضع مئات من كلفن . على سبيل المثال ، يظهر شريط الغبار في الذراع الحلزونية السفلية اليسرى ، والذي يمتص الضوء المرئي ، داكنًا أمام الذراع الحلزونية ، بينما يتوهج هو نفسه في منتصف الأشعة تحت الحمراء. تظهر أيضًا منطقة تشكل النجوم الجديدة الموجودة هناك ، والتي يمكن رؤيتها بوضوح في الأشعة فوق البنفسجية وفي مرئيات السديم ، في الغبار على أنها أكثر دفئًا قليلاً من المناطق المحيطة.
في النطاق الراديوي ، الذي لا يظهر هنا ، تهيمن السحب الغازية مرة أخرى على الصورة ، ولكن تلك التي تحتوي على غاز وجزيئات متعادلة (كهربيا أي ليست متأينة) ، مع توزيع الأشعة من خطوط انبعاث مختلفة بشكل مختلف تمامًا ، مما يسمح باستخلاص استنتاجات حول درجة الحرارة و كثافة الغاز. تظهر النواة النشطة أيضًا بشكل واضح فيها. يكون الرفيق مرة أخرى باهتًا بشكل ملحوظ في النطاق الراديوي عن M 51 نفسه ، نظرًا لأن الإشعاع الراديوي نادرًا ما ينبعث من النجوم المتأخرة التي تنشأ هناك ، بصرف النظر عن رياح نجوم العمالقة المقاربة الفردية أو الغبار.

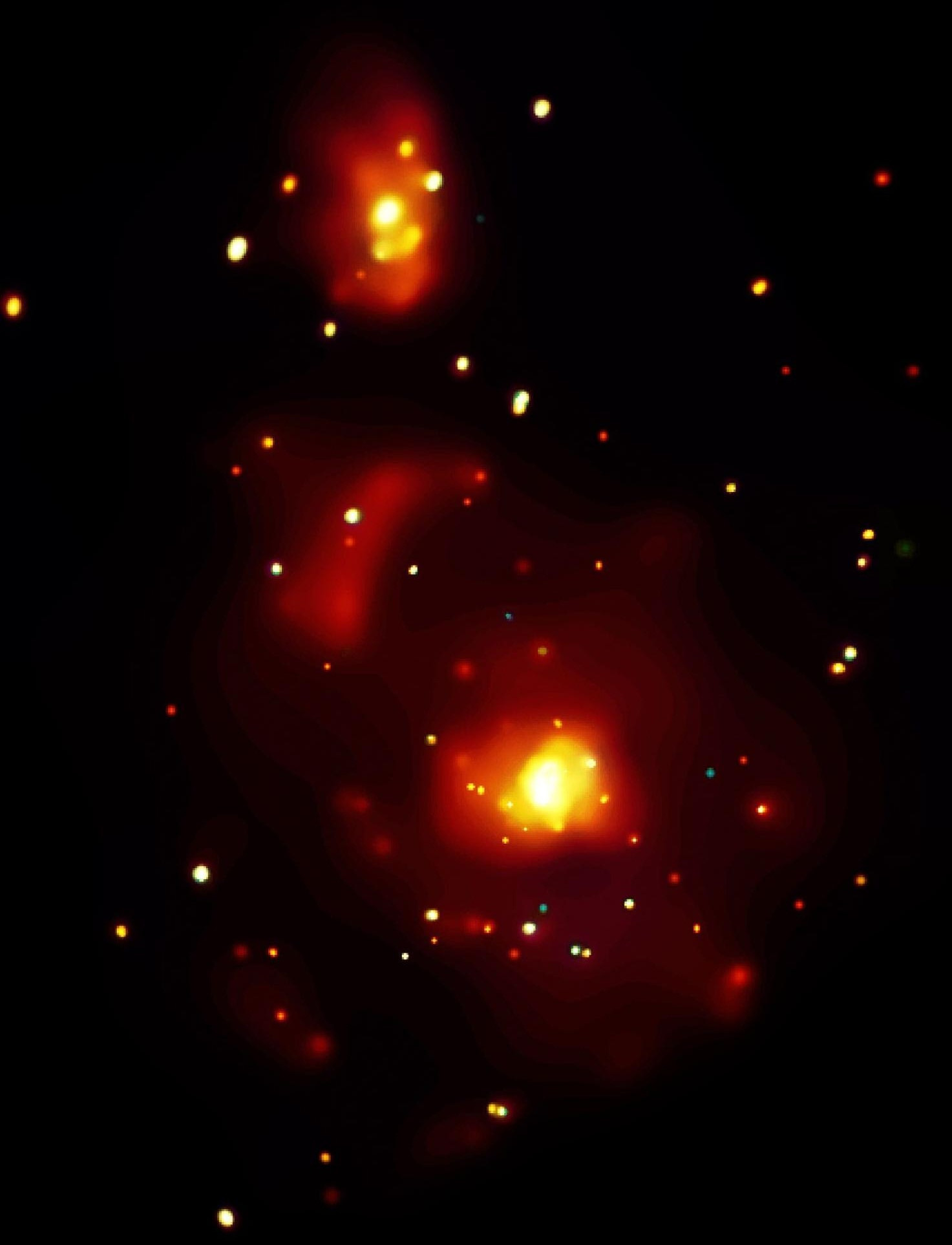
الأشعة السينية (مرصد تشاندرا الفضائي للأشعة السينية)
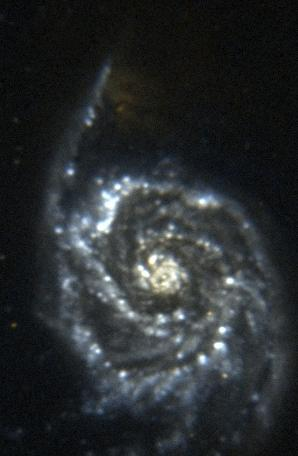
الأشعة فوق البنفسجية (مستكشف تطور المجرات)
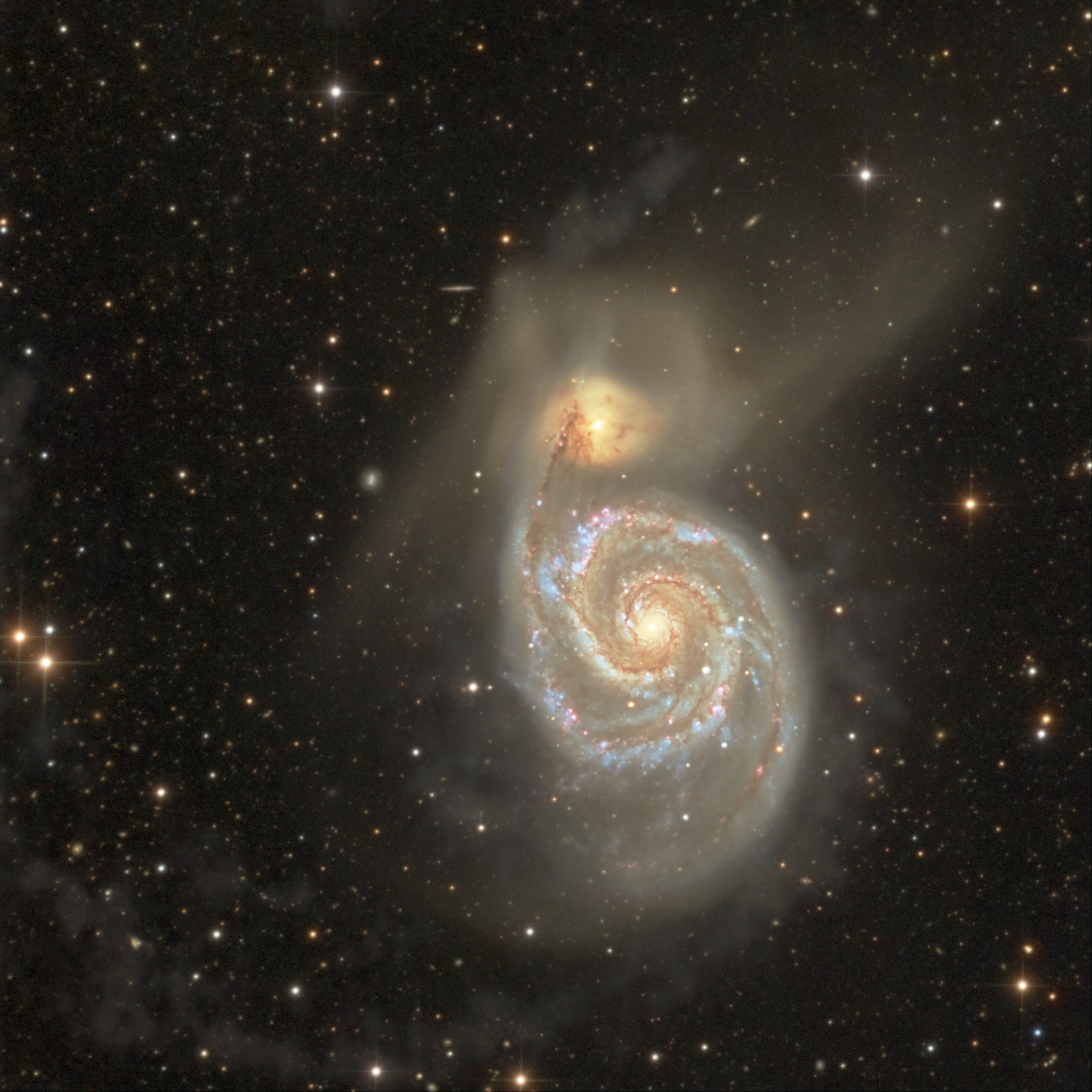
الضوء المرئي ( مسح سلووان الرقمي للسماءSDSS، و مقراب بان ستارز)
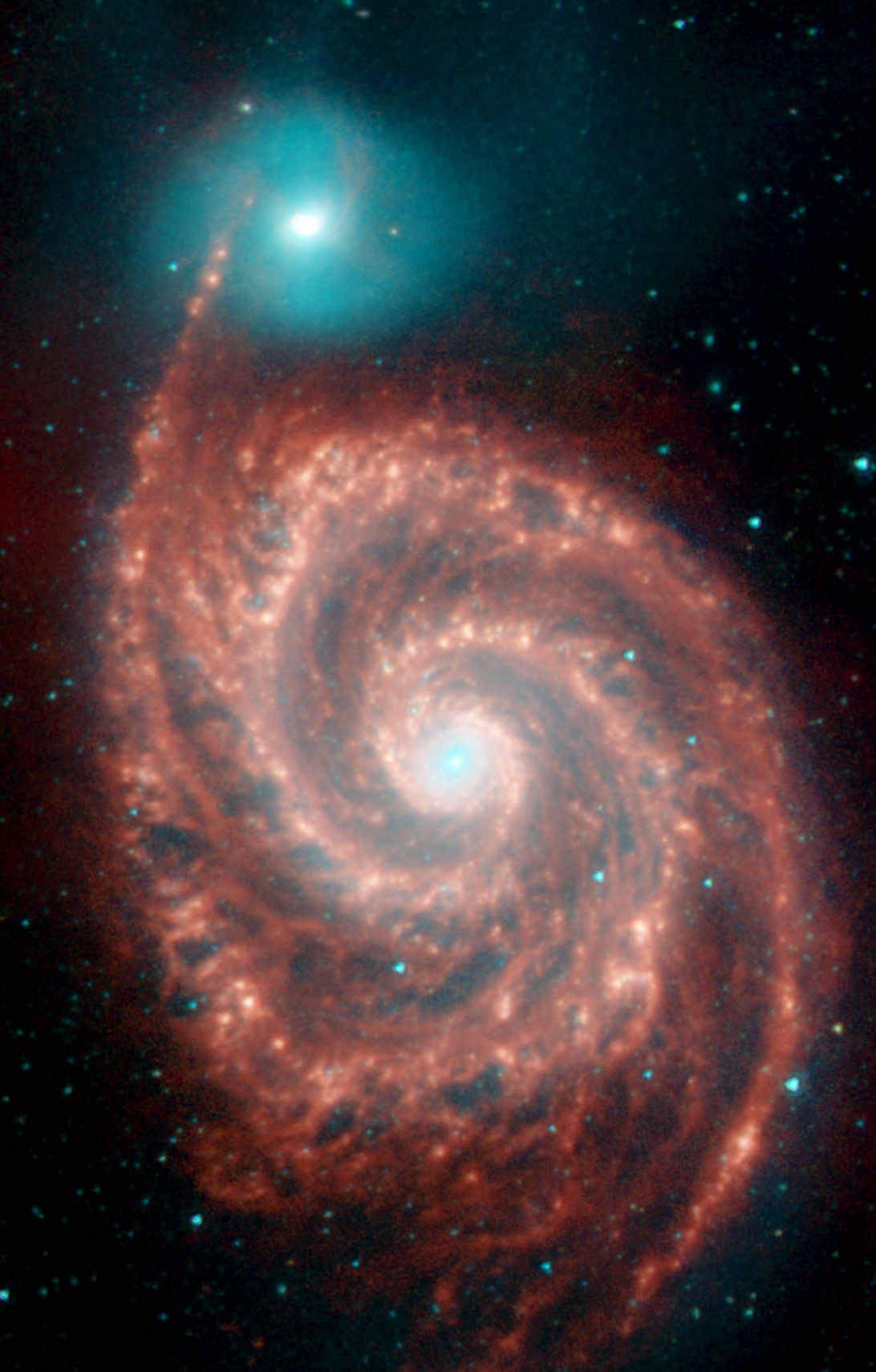
الأشعة تحت الحمراء مقراب سبيتزر الفضائي
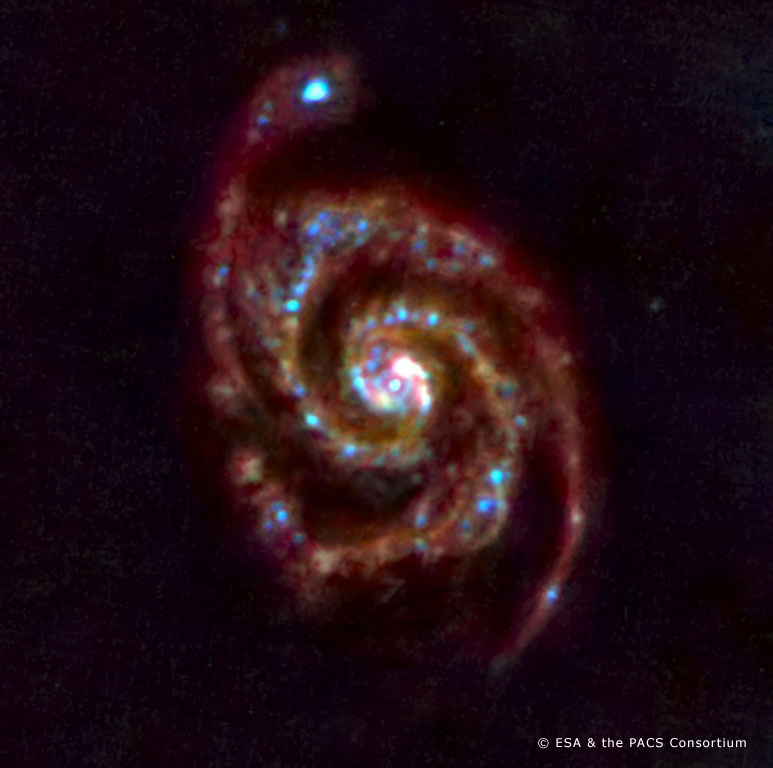
الأشعة تحت الحمراء البعيدة (تلسكوب هيرشل الفضائي )

## النواة النشطة

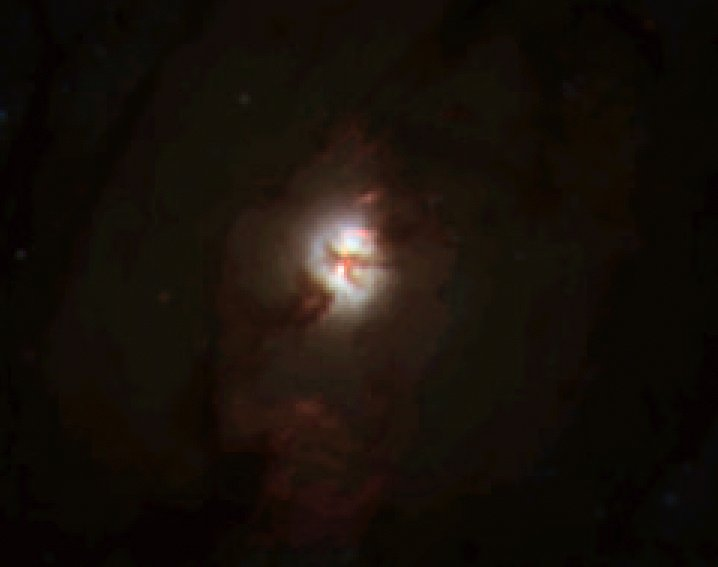
النواة النشطة لـ M51

تحيط المنطقة المضيئة بالنواة النشطة للمجرة. في صور المجرة الكاملة أعلاه ، هذه المنطقة ليست سوى بضع بكسلات عبر مركز اللولب. على مسافة 30 مليون سنة ضوئية ، يبلغ عرض هذه المنطقة حوالي 120 سنة ضوئية. الشريط المظلم الظاهر في الصورة هو طارة من الغبار الذي ننظر إليه تقريبًا من الجانب تمامًا. أصبحت النواة الساطعة مرئية أخيرًا بجوار الشريط المظلم مباشرةً في صور أفضل وأفضل. كان يُعتقد في الأصل أن النواة تقع خلف الطارة ، ولكن يُفترض الآن أنها حددت النواة الفعلية مع هذه النقطة. هذه النقطة ، التي يبلغ عرضها أقل من 5 سنوات ضوئية ، بها حوالي مليون لمعان شمسي ، والمركز بأكمله حوالي مائة مليون. بضع مئات من السنين الضوئية من القلب ، خارج الإطار ، هي منطقة تشكل النجوم غير شائعة جدًا بالقرب من القلب ويعتقد أيضًا أنها متأثرة بالرفيق.

## المشاهدة

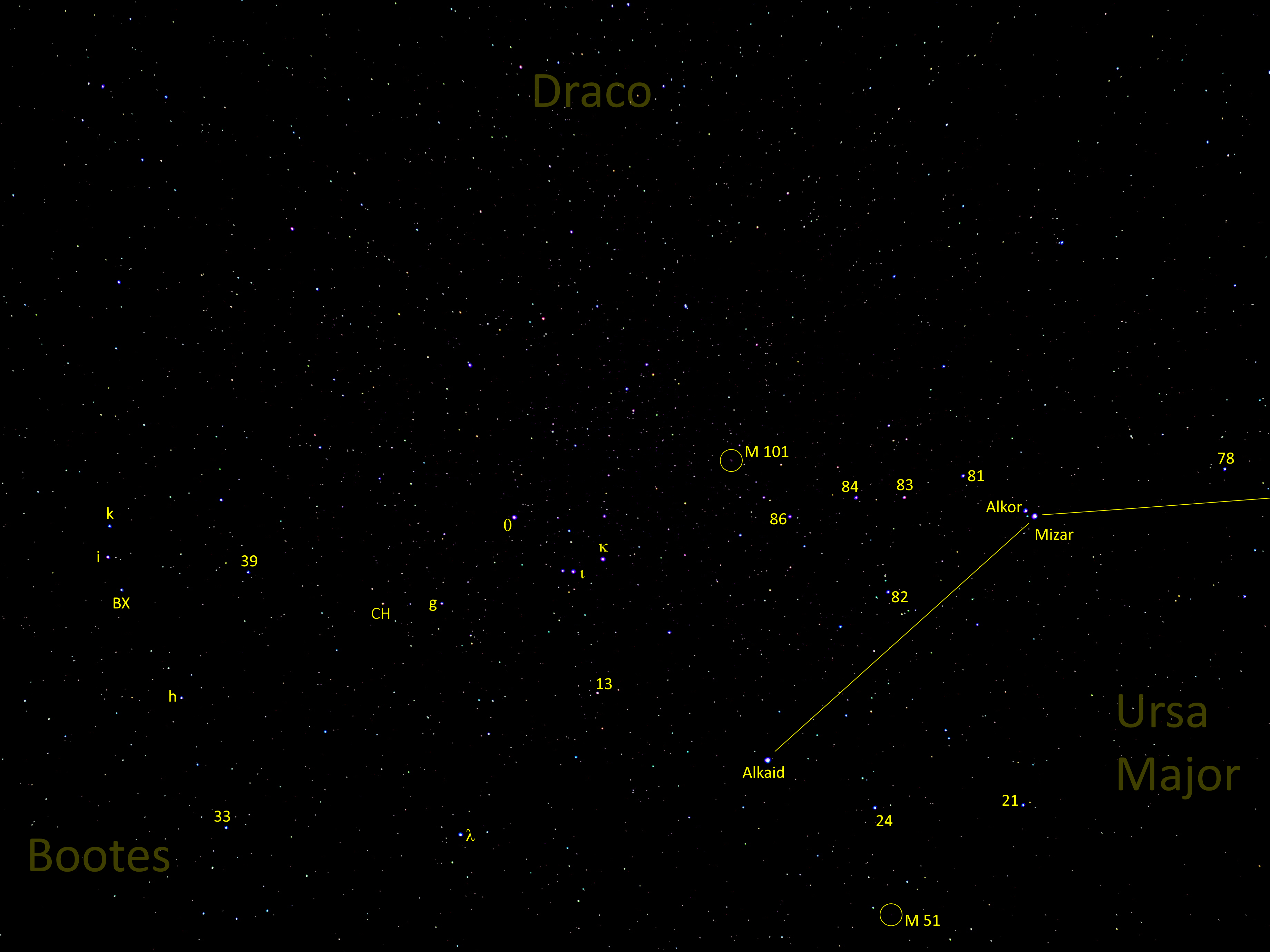
صورة فوتوغرافية مع وضع علامات على بعض الأجرام السماوية الموجزة بالقرب من المجرة M 51 (نصفها أسفل اليمين) المجاورة الدب الأكبر (كوكبة). في الربع الأيمن السفلي توجد نهاية رمح الدب الأكبر في كوكبة الدب الأكبر مع النجوم الميزار والكور والقايد. في الربع الأيسر السفلي توجد العواء (كوكبة) Bootes ، وفي الجزء العلوي من الصورة توجد حدود كوكبة التنين (كوكبة).

M 51 هو جرم سماوي مثير لاهتمام علماء الفلك الهواة. على أي حال ، فإن التلسكوب مطلوب لرصد المجرة ومشاهدتها أو على الأقل مناظير مقرّبة ذات عدسة كبيرة . تكاد تكون المشاهدة في المدينة مستحيلة ، فمن الأفضل البحث عن مكان خالٍ من التلوث الضوئي. إذا كانت فتحة التلسكوب أصغر من 10 سم ، فيمكن رؤية بقعة ممدودة فقط. يمكن ملاحظة الأذرع الحلزونية فقط عند الفتحات التي يبلغ قطرها 20 سم وأكثر. بمساعدة التصوير الفلكي ، من الممكن مسح مناطق الهيدروجين H-II ورؤية أعمدة الغبار الداكنة.
في عام 2020 تم إطلاق الدليل على ما قد يكون أول اكتشاف - أو أول قياس مباشر - لـ كوكب خارج المجرة (كوكب خارج مجري) سابقًا: مجرة الدوامة في مجرة الدوامة عبر مصدر الأشعة السينية في خلفيتها.

## اقرأ أيضا
- علم الفلك للأشعة السينية
- التلسكوب الفضائي هيرشل
- مجموعة مجرات إم51
- ذراع حلزوني
- سداسية زايفرت
- سكوربيوس إكس-1
- قزم أبيض
- عملاق أحمر
- نجم
- نجم نيوتروني
- مجرة
- الانفجار العظيم
- خط زمني للانفجار العظيم
- ثقب أسود
- نابض
- نجم متغير
- متغير سيفيدي
- نجم الدجاجة إكس-1
- قائمة أقرب النجوم إلينا